# Mária Humajová
Mária Humajová (23. března 1930 - 2010) byla slovenská a československá politička Komunistické strany Slovenska, poslankyně Sněmovny lidu Federálního shromáždění za normalizace.

## Biografie
K roku 1971 i 1976 se profesně uvádí jako dělnice. Ve volbách roku 1971 zasedla do Sněmovny lidu (volební obvod č. 176 – Prievidza, Středoslovenský kraj) jako bezpartijní poslankyně. Mandát obhájila ve volbách roku 1976 (obvod Prievidza), nyní již uváděna jako členka KSS, a volbách roku 1981. Ve Federálním shromáždění setrvala do konce funkčního období, tedy do voleb v roce 1986.